# Bogdan Zając (piłkarz)
Bogdan Andrzej Zając (ur. 16 listopada 1972 w Jarosławiu) – polski piłkarz, trener.

## Przebieg kariery
W reprezentacji Polski rozegrał jeden mecz, 10 listopada 1998 zagrał w wygranym meczu z reprezentacją Słowacji w Bratysławie (3:1).
W 1999 i w 2001, grając w barwach Wisły, zdobył mistrzostwo Polski, a w 2002 Puchar Polski.
Organizuje co rok w grudniu w Jarosławiu turniej futsalu z udziałem polskich zawodników polskiej piłki nożnej. W 2009 został uznany za sportowca 100-lecia JKS Jarosław.
5 października 2022 został asystentem trenera Radosława Sobolewskiego w Wiśle Kraków. 3 lipca 2024 został trenerem 4-ligowego JKS-u Jarosław.